# Сотирис Нинис
Сотирис Нинис (грч. Σωτήρης Νίνης; Химара, 3. април 1990) грчки је фудбалер и репрезентативац Грчке.

## Каријера

### Клуб
Каријеру је започео у млађим категоријама Панатинаикоса. Неколико година се задржао тамо и постао саставни део омладинског погона Панатинаикоса. Управа Панатинаикоса је 22. децембра 2006. године понудила Нинису петогодишњи уговор. Само две недеље касније, 7. јануара 2007. године, главни тренер грчког клуба Виктор Муњоз укључио је Сотириса у стартних једанаест за меч са Егалеом.
У сезони 2007/08. је доживео повреду на старту меча против Олимпијакоса и паузирао је три месеца. Вратио се у тим у децембру. Остатак сезоне је био на клупи. Ову одлуку главног тренера клуба Хосе Пезеира оштро су критиковали навијачи.
Сезона 2008/09. је за Сотириса почела добро. Нови тренер клуба Хенк тен Кате му је пружио шансу да игра. Нинис је 23. септембра 2008. године продужио уговор са Панатинаикосом за још четири године.
У марту 2012. Нинис је потписао уговор са италијанском Пармом. Дана 31. августа 2013. Нинис је постао играч ПАОК-а.
Од 2017. године игра за израелски Макаби из Петах-Тикве.

### Репрезентација
До 2009. године позиван је у млади и омладински тим Грчке. За сениорску репрезентацију је дебитовао 19. маја 2008. године у пријатељској утакмици против Кипра. Постигао је гол у петом минуту сусрета, чиме је постао најмлађи играч који је постигао гол за грчку репрезентацију. Играо је за Грчку на Светском првенству 2010. у Јужноафричкој Републици и на Европском првенству 2012. године.

### Голови за репрезентацију
| #  | Датум               | Место    | Противник | Резултат | Такмичење                                 |
| -- | ------------------- | -------- | --------- | -------- | ----------------------------------------- |
| 1. | 19. мај 2008.       | Патрас   | Кипар     | 2:0      | Пријатељска                               |
| 2. | 2. септембар 2011.  | Тел Авив | Израел    | 0:1      | Квалификације за Европско првенство 2012. |
| 3. | 11. септембар 2012. | Пиреј    | Литванија | 2:0      | Квалификације за Светско првенство 2014.  |

## Трофеји
- Првенство Грчке: 2010.
- Куп Грчке: 2010.

### Индивидуални
- Најбољи грчки млади фудбалер године: 2007, 2010.